# とある科学の一方通行
『とある科学の一方通行』（とあるかがくのアクセラレータ）は、原作：鎌池和馬、作画：山路新、キャラクターデザイン：はいむらきよたか・山路新による日本の漫画作品。KADOKAWAの『月刊コミック電撃大王』にて、2014年2月号から2020年9月号まで連載された。

## 概要
鎌池のライトノベルシリーズ『とある魔術の禁書目録』の登場人物の一人・一方通行（アクセラレータ）を主人公とするスピンオフ作品で、正式タイトルは『とある魔術の禁書目録外伝 とある科学の一方通行』（とあるまじゅつのインデックスがいでん とあるかがくのアクセラレータ）。時系列は『禁書目録』無印5巻 - 8巻の間で、作中9月上旬に相当する。同じく『月刊コミック電撃大王』の連載作品である『とある科学の超電磁砲』同様、舞台である学園都市で起きる事件が描かれているが、『超電磁砲』と違い本編『禁書目録』にもある魔術的要素も描かれている。
なお、同社の『電撃大王』では2015年12月号 - 2019年1月号にかけて、舘津テトの作画によるスピンオフ4コマ漫画『とある偶像の一方通行さま』（とあるアイドルのアクセラレータさま）も連載されていた。
連載に先がけ、キャンペーンサイト『とある夏期の限定企画（キャンペーン）』にて冒頭25ページが先行公開されていた。
2019年にテレビアニメが放送され、死霊術師編が映像化された。

## ストーリー
東京都の西側3分の1の規模、総人口230万人のうち8割を学生が占める「学園都市」。その学園都市でも7人しかいない「超能力者（レベル5）」の1人であり、学園都市最強の超能力者「一方通行（アクセラレータ）」は、「打ち止め（ラストオーダー）」を救った代償として脳に損傷を負い、入院生活を余儀なくさせられていた。
「死霊術師（ネクロマンサー）」編（第1巻 - 第7巻）
9月上旬のある夜、一方通行は病院に侵入してきた死霊術師の少女・エステル＝ローゼンタールと、彼女を狙う「警備員（アンチスキル）」の装備で武装した謎の組織「DA」と遭遇し、死体を詰めた能力を操る不可思議な機動兵器を破壊して「DA」を撃退する。エステルを尋問した一方通行は、何らかの計画に「打ち止め」をはじめとする「妹達」が利用されようとしていることを聞き出す。やがて、「DA」を中心とした騒動は複数の暗部組織が絡んだ事態に発展していき、一方通行も10046号を誘拐されたことから事態の解決に動き出す。そして、「プロデュース」の研究者だった菱形幹比古が黒幕で、「妹達」が持つ「公式」を利用して自らの妹・蛭魅を絶対能力者にする計画を進めていることが判明し、一方通行とエステルは菱形兄妹を止めるために敵の本拠地へ突入する。
「神の飲み物（ネクター）」編（第7巻 - 第12巻）
死霊術師の事件解決から少し後、病院を抜け出していた一方通行は空から落ちてきた謎の少女・姫戯茉離に絡まれる。突然倒れた茉離の体に「体晶」を採取するための器械が埋め込まれていることが判明するも、傷が悪化して一方通行が倒れている間に彼女は「フルコース」によって誘拐されてしまう。一方通行は組織に囚われ「体晶」を搾取される暴走能力者達を救出する事を決意し、黒幕の亡元を追って敵の本拠地である豪華客船エスコフィエ号へと侵入を試みる。

## 登場人物

### 主要登場人物
一方通行（アクセラレータ）
声 - 岡本信彦
本作の主人公。学園都市第1位の超能力者（レベル5）。本編『とある魔術の禁書目録』の主人公格の一人。
打ち止め（ラストオーダー）
声 - 日高里菜
本作のヒロイン。『禁書目録』の登場人物・御坂美琴のクローン「妹達」の一体。製造番号20001号。

### その他登場人物
黄泉川 愛穂（よみかわ あいほ）
声 - 甲斐田裕子
第73活動支部所属の「警備員」の女性。

冥土帰し（ヘヴンキャンセラー）
声 - 仲野裕
第7学区にある病院に勤めるカエル顔の医師。

芳川 桔梗（よしかわ ききょう）
声 - 冬馬由美
「絶対能力進化計画」に関わっていた研究者。

亡本 裏蔵（なきもと りぞう）
声 - 田所陽向
学園都市統括理事会の一人。学園都市の食糧事情の一切を管理し、都市インフラを守るために防衛戦力を多く融通されている。自らも完全武装の戦闘列車に乗り常に移動し続けており、その存在は「永遠に走り続ける地下鉄」として都市伝説になっている。

結標 淡希（むすじめ あわき）
「樹形図の設計者」の残骸を狙った「窓のないビル」の案内人。

### ストーリー毎の登場人物

#### 死霊術師編
エステル＝ローゼンタール（Esther=Rosenthal）
声 - 久保ユリカ
特殊な死霊術を受け継ぐローゼンタール家の23代当主を務める魔術師の少女。常識知らずかつ魔術サイドの人間にありがちな典型的科学オンチで、やや天然で羞恥心に欠ける。メリハリの利いたスタイルの持ち主で、特に胸の大きさに関して打ち止めから嫉妬されている。正義感と義務感の強い善人かつ根っからのお人好しで、他人に利用され命を狙われてもなお善性があることを信じている。

人皮 挟美（ひとかわ はさみ）
声 - 渡部紗弓
二之腕高校1年の少女。異能力者（レベル2）。能力開発に行き詰まり、本編開始の3日前に川に飛び込み自殺未遂を起こすが、救助に現れたDAの手にかかり殺害された。その遺体はプロトタイプの棺桶に搭載されて利用されるが一方通行により回収され、霊的回路が開いたままとなっていたこともありエステルの手で「禍斗」を憑依させられる。
能力はレベル2の「発火能力（パイロキネシス）」。
禍斗（かと）
声 - 渡部紗弓
「薔薇渓谷家参式（ローゼンタールサードナンバー）」と呼称される擬似魂魄。中国の怪物「禍斗」の名を与えられている。現在は人皮挟美の遺体に憑依し、主人であるエステルに仕える。外見は人皮そのものだが、死体なので肌は土気色、瞳には生気がなく、生前の人格が蘇ったわけでもない。
ナンバーズの悪霊ほど強力ではないが、憑依した死体の身体能力や五感を強化することが可能。人間の脳を使っているため高度な知性を持ち、判断力も高く、「ご主人様（アドナイ）」保護を最優先とするよう設定され、エステルからの詳細な指示なしに自律稼働する。
ミサカ10046号
声 - ささきのぞみ
「妹達」の生き残りの1人。

菱形 幹比古（ひしがた みきひこ）
声 - 逢坂良太
聖音高等学校に所属する研究者。DAの協力者。「能力がどこに宿るか」を調べる実験を行なっていた「プロデュース」の研究者で、自分の研究によって誰でも簡単に絶対能力者になれる時代が来ると確信している。

菱形 蛭魅（ひしがた ひるみ）
声 - 真野あゆみ
幹比古の妹で共同研究者。無数のチューブにつながれた少女。「プロデュース」に被験者として参加しており、その縁でエステルと友人になる。
明るく他人を思いやる性格。アニメ8話での生前の描写では、巨大なパフェを好んで食べていたほか、ボクササイズが趣味だがサンドバッグに拳がろくに当たらないなど運動能力は低い。
檮杌（とうこつ）
ナンバーズの悪霊の1体。中国の神話の怪物・「檮杌」の名を与えられている。何よりも悲願の成就を優先するよう設定されているため、低位の疑似魂魄とは違い当主の指示を無視する権限を与えられている。また、疑似魂魄の他に、5代目当主・ネイサンにより、病死する前のローゼンタール家4代目当主・イサク＝ローゼンタールの魂魄が転写されている。

飯棲 リタ（いいずみ リタ）
声 - 藤田茜
暗部組織「屍食部隊」のリーダー。強能力者（レベル3）。 両手を交差させた絵が描かれたマスクをつけた少女。愛称は「リーダー」。気に入った人材を見ると勧誘したがる癖がある。かつては特別クラスで教育を受けていたが、伸び代がないという理由から教師に虐げられた過去があり、教師および彼らの言いなりである優等生を悪とし、それらを排除することを正義と考えている。
能力はレベル3の「鳥瞰把握（プレデター）」。片目を閉じると夜空いっぱいにイメージの目玉が展開され、広範囲を見渡すことが可能となる捜索系の能力。

作楽木 ナルハ（さくらぎ ナルハ）
声 - 古賀葵
「屍食部隊」の構成員。強能力者（レベル3）。左目の下に髑髏のマークを入れた少女。愛称は「ナル」。エースを自負しているだけのことはあり、純粋な制圧力ならチームでも随一だが、他のメンバーからは困った悪ガキだと思われており、あまり頭が良くないうえに軽挙妄動が多いため仲間内では「バカ」扱いされる。
能力はレベル3の「浸紙念力（パーフェクトペーパー）」。紙を媒介とする念動能力で、能力を通すことで合金並みの高度と布並みの柔軟性を併せ持つようにした紙を操る。

清ヶ 太郎丸（せいけ たろうまる）
声 - 貫井柚佳
「屍食部隊」の構成員。舌に刺青を入れている。ロングヘアーで任務中はセーラー服を着ているが、本当の性別は男性。コスプレが趣味。メンバーでは一番の新顔で、それゆえに他の三人との考え方には若干の齟齬があるが、面倒なので同調するフリをしている。
能力は半径1mの摩擦係数の制御を行う「摩擦増減（スティックスリップ）」。空気摩擦を制御して120tのタランチュラの突撃すら受け止め、さらに抵抗によって生じる熱で物体を溶かすこともできる。

薬丸 医月（やくまる いつき）
声 - 西田望見
「屍食部隊」の構成員。大きめの帽子をかぶった少女。愛称は「ヤっくん」。リーダーやナルと同じ施設の出身。容姿の良さを自覚しており、それを利用することは可愛く生まれた人間の当然の権利と考えている。帽子はスカウトやナンパを避けるためのものだが、必要とあらば外見を変えることも躊躇しない。他のメンバー同様非情だが、リーダーからは詰めの甘さを指摘されている。
能力は比重を操作して液体を分離する「液比転換（ミックスマスター）」。分離を解かれた液体は混ぜ合わさることで様々な現象を起こす。

イサク＝ローゼンタール
声 - 寺島拓篤
ローゼンタール家4代目当主。故人。中国で会得した跳屍術をラビの技術に取り入れて、現在に至るまでのローゼンタール式死霊術を作り上げた人物。己の目的のためであれば大量虐殺や人体実験をも厭わない異常者であり、「輪廻転生を弄ぶ技術」にも抵抗を持たず、生前には犠牲者たちから「悪魔」と罵られても平然としていた。傲岸不遜な性格で口が悪く、自分以降の当主たちを見下している。

居村（いむら）
警備員。正義感の強い熱血漢。

初春 飾利（ういはる かざり）
声 - 豊崎愛生
柵川中学校1年生の少女。「風紀委員」に所属。

佐天 涙子（さてん るいこ）
声 - 伊藤かな恵
柵川中学校1年生の少女。都市伝説マニア。

アレイスター＝クロウリー
学園都市統括理事長。

#### 神の飲み物編
姫戯 茉離（ひめぎ まつり）
低能力者の少女。周囲の者には「姫」と呼ばれ、“高貴”な服装を好む。胸はほとんどない。昔、困っていた時に人に助けられて嬉しかった経験があり、困っている人を助けることを自分の絶対のルールに掲げている。一方通行が自分の胸を触ったと言い張って奴隷扱いしようとするなど少々強引な面があるが、子供の打ち止めが自分の事情に深入りしないよう諌める良識的なところもある。ずっと閉じ込められていたため、学園都市の地理には疎い。

飛雄 ゆみ（とびお ゆみ）
第105支部所属の「風紀委員」。静菜高校2年生。まみの双子の姉。料理が好きで、料理人としてはかなりの腕前。ちびっ子も好きだが、スキンシップが過剰なので打ち止めには少々苦手意識を抱かれている。
能力は「噴出球体（ボルカニックボール）」。「空力使い」のバリエーションで、空気の流れを固定化して球状に閉じ込め加速、圧縮・強化し、一気に解き放つ能力。

飛雄 まみ（とびお まみ）
「フルコース」のメンバーで、「食前酒（アペリティフ）」と呼ばれている。ゆみの双子の妹。外見はゆみと瓜二つだが、左目を欠損している。ゆみと一緒に家の手伝いをしながら生活していたが、身体の中で能力の暴走がゆっくりと続く病気になり、学園都市を信じて治療を行っていた。
能力は「噴出球体（ボルカニックボール）」。基本的にはゆみの能力と同一だが、「まともじゃない環境」で能力が鍛えられたことで、回数上限や演算能力はゆみを超え、秒速2000メートルの空気の流れをさらにより合わせ推進力を加えた、どんな防壁も貫く螺旋「エアードリル」を最大で2つ同時に使うことができる。

シェフ
「フルコース」のリーダー。バンダナを被った男性。部下に対しても女性的な敬語で話す。
能力は針金を自在に操る「金属回虫（マテリアルインセクト）」。命令次第で擬似生命のように操れるが、極めて繊細で力も弱い。普段は何重にもした針金を全身に這わせており、不意打ちの打撃の威力を軽減できるようにしている。

スーシェフ
「フルコース」のメンバー。おかっぱ頭の太った男性。詳しく説明すれば納得できるようなことを言うが、口下手で言葉が足りず説明が下手なので、まみによる通訳が不可欠。また、悪気はないが口が悪く侮辱的な発言も多い。頭の回りがあまり良くないが、それを馬鹿にされると冷静さを失う欠点を抱える。
能力は特定の液体に方向性を設定する「水竜軌道（アクアナビゲーター）」。対象の身体から物質を限定して抽出できることから、食材の処理だけでなく、シェフの人形操作と組み合わせてネクターの回収を行っている。

### アニメ版の登場人物
アニメオリジナルキャラクターを扱う。
鷹田 杳子（たかだ ようこ）
声 - 朝井彩加
アニメ1話に登場。小柄で頬にそばかすのある女子高校生。名荷原と木寺との3人組ではリーダー格で、直接戦闘を担当する。
名荷原 弘見（なかはら ひろみ）
声 - 坂泰斗
アニメ1話に登場。長身で体格のいい男子高校生。女性とはいえ警備員である黄泉川を殴り飛ばせる膂力を持ち、固体窒素のマガジンを持ち運ぶためのボストンバッグを肩に担いでいる。
病院の襲撃で警備員達を追い詰めた際、壁を破壊して現れた一方通行から杳子を庇い、崩れた壁の下敷きになってそのまま警備員に拘束される。
木寺 実莉（きでら みのり）
声 - 島袋美由利
アニメ1話に登場。眼鏡をかけた背の高い黒髪の女子高校生。気弱な性格で杳子に恫喝されては頻繁に謝っているが、命を懸けて庇うほど大切に思っている。
鈍臭く、直接の戦力にも荷物持ちにもならないが、能力によって作戦を支えていた。
能力は空気中の気体の含有率を操作する「空気分断（エアロセパレーター）」。
伊東（いとう）、高梁
声 - 内匠靖明（伊東）、佐原誠（高梁）
アニメ1話から登場。黄泉川の同僚の警備員。

## 用語

### 科学サイド

#### 兵器
棺桶
「プロデュース」で得られた結果をもとに、菱形が開発した兵器。「棺桶」の名の通り脳に特殊な処理を施した死体を機体に詰め込み、エステルから奪った「悪霊」（疑似魂魄）を憑依させることにより、素体の能力をおよそ2段階ブーストすることができる。
プロトタイプ
人皮挟美（異能力者）の死体と低位の霊格の札を利用した兵器。大能力者（レベル4）級の「発火能力（パイロキネシス）」を使用することができたが、一方通行に対しては分が悪く、一撃で解体された。
窮奇（きゅうき）
声 - 小針彩希
ナンバーズの悪霊「窮奇」を憑依させた兵器。超能力者（レベル5）級の「念動能力（サイコキネシス）」を使った高い汎用性が持ち味で、一方通行を弾き飛ばすほどの突風を操る。
饕餮（とうてつ）
ナンバーズの悪霊「饕餮」を憑依させた兵器。3つの機体の中で最も多い火力を備え、ミサイルポッドやガトリング砲の砲身を備えた角ばった胴体部に細い4肢が付いていて、機体下部のジェットで飛行する。
渾沌（こんとん）
ナンバーズの悪霊「渾沌」を憑依させた兵器。機体は4枚に分かれる紡錘形の装甲で包まれ、先端が槍の様に鋭い8本の触手状アームを自在に操り、高速飛行する。
タランチュラ
DAが保有する大型の戦闘機械。警備員の盾を吹き飛ばすほどの威力を持った砲弾や、ワイヤーを射出する円盤「刀扇鋼糸（ストリングジューサー）」を高速回転させつつ射出する機構が搭載されている。圧倒的な殲滅力を誇るが、起動後30分しか持たない。
対Sガス
皮膚から血管に入り込み、脳神経に作用して恐怖を司る神経系を刺激するガス。比重が重く、床を這うようにして広がる。元々は能力開発用に研究されたはずの失敗作で、現在は学園都市の暗部で能力者の鎮圧に使用される。
無敵騎士（ガラハッド）
シェフの「金属回虫」とスーシェフの「水竜軌道」を組み合わせ、擬似的な「多重能力」によって操る、フルコースの切り札。「金属回虫」の金属の骨格を核に「水竜軌道」で動く流体の筋肉を持ち、3本の蛇の首と昆虫のような2対の脚部、コウモリのような2対の翼を生やしている。質量80tにもなる拳による圧倒的な攻撃力、動き続ける流水のアブソーブ機能であらゆる衝撃を拡散・吸収する防御力を兼ね備える。

#### 組織
DA（ディーエー）
Disciplinary Actionの略で、建前は警備員の互助組織だが、実際はその名が示す通り懲戒処分になった警備員たちが始めた秘密結社。「正義」の実現のためには手段を選ばない過激派で、活動の証拠を消すためにはあらゆる手段を使い殺人も厭わない。その理念に賛同する警備員および元警備員、さらには権力者などのシンパから情報・資金・技術を供与され肥大化したこともあり、高い技術力と行動力を誇る。ただし、あまりの過激さゆえ合流後に敵対する者もいる。
屍食部隊（スカベンジャー）
4人組の暗部組織の一つ。学園都市を制御しきれない教師が諸悪の根源であるという考えを持つ者たちが集まっている。警備員の部隊を易々と殲滅する実力者集団。
フルコース
統括理事会の亡本の命令を受けて行動する暗部組織。スクナビコナ製薬を利用してネクターを製造できる暴走能力者を集め、体内に特殊な採取装置を埋め込むことで回収、エスコフィエ号に招いた客に振る舞っている。また、食材として提供するために、CITESを違反して生物の密輸も行っている。
スクナビコナ製薬
業界2位を誇る有名製薬会社。最大の株主は亡本のダミー会社で、出資している研究所からは体晶に関連する医学論文のうち4割が発表されている。「RSPK第二研究所」というダミー部署で、身体の中で能力の暴走がゆっくりと続く症状の患者に接触し、特効薬開発を名目とする臨床実験への参加を持ちかけ、提案に乗った者を拉致してネクター（体晶）を採取したり、暗部組織のメンバーとして使ったりしている。

### 魔術サイド
死霊術（ネクロマンシー/しりょうじゅつ）
死者の魂を操る魔術の一つ。脳の残留思念をキーコードに肉体へ「偽りの魂」である疑似魂魄を侵入させ、死体を操る魔術。生きた魂をそのまま捕まえて肉体に戻せるものではなく、元通りに生き返らせるわけではないが、肉体の腐敗は停止する。制御されていない残留思念は地縛霊とも呼ばれる存在であり、生身で触れるのは非常に危険である。
ローゼンタール家
「完全なるゴレム」、すなわち完全なる魂魄と完全なる身体を持つ「神」を作ることを目的とする一族。元はラビの一派でしかなかったが、始祖オベドが劇的に知性を高めようと死体に疑似魂魄を植え付けるという技術を試したせいで異端とされてしまい、400年前に東洋へ追放された。その後、4代目のイサクが道教の跳屍術を取り込み、新たな系譜となった。
ナンバーズの悪霊
5代目のネイサンが生み出した、檮杌・饕餮・渾沌・窮奇の4体の疑似魂魄。名前は中国の神話に登場する怪物・四凶から取られている。それまでの疑似魂魄より飛躍的に性能が高められており、死体に定着して人間以上の力を発揮できるようになった。死霊術師でない者が使い続けるのは非常に危険で、過去には街ひとつ滅ぼしたこともあるという。
遺体から疑似魂魄を強制的に引きはがす際には、「舜帝の剣」という霊装を用いる。

## 書誌情報
- 山路新（作画） / 鎌池和馬（原作） / はいむらきよたか・山路新（キャラクターデザイン）『とある魔術の禁書目録外伝 とある科学の一方通行』、KADOKAWA（電撃コミックスNEXT〉、全12巻
  1. 2014年7月26日初版発行（同日発売[書 1]）、ISBN 978-4-04-866702-9
  2. 2014年11月27日初版発行（11月26日発売[書 2]）、ISBN 978-4-04-866988-7
  3. 2015年4月27日初版発行（同日発売[書 3]）、ISBN 978-4-04-869345-5
  4. 2015年10月27日初版発行（同日発売[書 4]）、ISBN 978-4-04-865430-2
  5. 2016年5月27日初版発行（同日発売[書 5]）、ISBN 978-4-04-892121-3
  6. 2016年11月26日初版発行（同日発売[書 6]）、ISBN 978-4-04-892430-6
  7. 2017年8月26日初版発行（同日発売[書 7]）、ISBN 978-4-04-892917-2
  8. 2018年3月27日初版発行（同日発売[書 8]）、ISBN 978-4-04-893719-1
  9. 2018年10月11日初版発行（同日発売[書 9]）、ISBN 978-4-04-912054-7
  10. 2019年6月26日発売[書 10]、ISBN 978-4-04-912586-3
  11. 2020年3月26日発売[書 11]、ISBN 978-4-04-913114-7
  12. 2020年8月27日発売[書 12]、ISBN 978-4-04-913394-3
- 舘津テト（作画） / 鎌池和馬（原作） / はいむらきよたか・山路新（キャラクター原案）『とある偶像の一方通行さま』、KADOKAWA（電撃コミックスNEXT〉、全4巻
  1. 2016年11月26日発売[書 13]、ISBN 978-4-04-892363-7
  2. 2017年8月26日発売[書 14]、ISBN 978-4-04-892916-5
  3. 2018年3月27日発売[書 15]、ISBN 978-4-04-893715-3
  4. 2018年12月27日発売[書 16]、ISBN 978-4-04-912240-4

## テレビアニメ
2018年10月7日、ベルサール秋葉原で行われた「電撃文庫25周年記念 秋の電撃祭」にて、テレビアニメ化が発表された。2019年7月から9月までAT-Xほかにて放送された。「死霊術師」編にアニメオリジナル要素を加えてアニメ化しており、アニメオリジナルキャラクターも登場する。

### スタッフ
- 原作 - 鎌池和馬、山路新[6]
- キャラクター原案 - はいむらきよたか、山路新[6]
- 監督 - 鎌仲史陽[6]
- シリーズ構成 - 杉原研二[6]
- アニメーションキャラクターデザイン - 八重樫洋平[6]
- プロップデザイン - きむらひでふみ
- 総作画監督 - 八重樫洋平、松元美季（第2話以降）
- 美術監督 - 鈴木朗[6]
- 色彩設計 - 舩橋美香[6]
- 撮影監督 - 高橋昭裕[6]
- 編集 - 後藤正浩[6]
- 音響監督 - 明田川仁[6]
- 音響効果 - 小山恭正
- 音楽 - 井内舞子[6]
- 音楽制作 - イマジン
- 音楽プロデューサー - 土肥範子
- プロデュース - 川瀬浩平、広野啓、松倉友二
- プロデューサー - 三木一馬、峯健司、志治雄一郎、服部健太郎、中倉岳大、阿部倫久、金庭こず恵、磯谷徳知
- アニメーション制作プロデューサー - 安部正次郎、鈴木薫
- アニメーション制作 - J.C.STAFF[6]
- 製作 - PROJECT-ACCELARATOR

### 主題歌
「Shadow is the Light」
THE SIXTH LIEによるオープニングテーマ。作詞はRay、作曲はReiji、編曲はReiji、Tsuyoshi Sato。
「Parole」
sajou no hanaによるエンディングテーマ。作詞・作曲は渡辺翔、編曲はキタニタツヤ。

### 各話リスト
| 話数 | サブタイトル       | 脚本           | 絵コンテ          | 演出              | 作画監督                                                                    |
| ---- | ------------------ | -------------- | ----------------- | ----------------- | --------------------------------------------------------------------------- |
| #01  | 学園都市最強能力者 | 杉原研二       | 鎌仲史陽          | 鎌仲史陽          | 福世孝明                                                                    |
| #02  | 死霊術師           | 杉原研二       | 鎌仲史陽          | 鎌仲史陽          | 福世孝明                                                                    |
| #03  | 四凶の符           | 石川あさみ     | 鎌仲史陽          | 冨永恒雄          | 福世孝明 松元美季                                                           |
| #04  | 擬似魂魄・禍斗     | 高木登         | 髙木啓明          | 髙木啓明          | 小倉恭平                                                                    |
| #05  | 警備員の闇         | あみやまさはる | 渡部高志          | 冨永恒雄          | 松本文男                                                                    |
| #06  | 屍喰部隊           | あみやまさはる | 髙木啓明          | 髙木啓明          | 福世孝明 古澤貴文 岡辰也 阿形大輔                                           |
| #07  | 制限時間           | 杉原研二       | きむらひでふみ    | 川西泰二          | Chang Bum Chul Jang Young Sun Hue Hey Jung Kim Hyoun OK Shin Hey Ran 橘尚美 |
| #08  | 蛭魅               | 玉井☆豪        | 鎌仲史陽          | 冨永恒雄          | 小倉恭平 松本文男 岡辰也 阿形大輔 粟井重紀                                  |
| #09  | 10031回の死        | あみやまさはる | 渡部高志          | 佐藤英一          | 長坂寛治 石田啓一 Kim Myeongsim Kim Jinyeong                                |
| #10  | 目覚め             | 杉原研二       | 渡部高志          | 粟井重紀          | Jumondou Seoul、寿門堂                                                      |
| #11  | 完全体             | 玉井☆豪        | 渡部高志          | 冨永恒雄          | 松本文男 小倉恭平                                                           |
| #12  | まもるべきもの     | 玉井☆豪        | 渡部高志 鎌仲史陽 | 高木啓明 冨永恒雄 | 福世孝明 小倉恭平 松本文男 古澤貴文 岡辰也                                  |

### 放送局
| 放送期間                | 放送時間                     | 放送局   | 対象地域   | 備考                                 |
| ----------------------- | ---------------------------- | -------- | ---------- | ------------------------------------ |
| 2019年7月12日 - 9月27日 | 金曜 22:00 - 22:30           | AT-X     | 日本全域   | 製作参加 / CS放送 / リピート放送あり |
| 2019年7月13日 - 9月28日 | 土曜 1:05 - 1:35（金曜深夜） | TOKYO MX | 東京都     |                                      |
|                         | 土曜 1:30 - 2:00（金曜深夜） | BS11     | 日本全域   | BS放送 / 『ANIME+』枠                |
|                         | 土曜 2:55 - 3:25（金曜深夜） | 毎日放送 | 近畿広域圏 | 『アニメイズム』隣接枠               |

| 配信期間                | 更新時間         | 配信サイト |
| ----------------------- | ---------------- | --- |
| 2019年7月13日 - 9月28日 | 土曜 1:05 - 1:35 | AbemaTV |
| 2019年7月18日 - 10月3日 | 木曜 12:00 更新  | dアニメストア U-NEXT アニメ放題 Netflix ひかりTV TSUTAYA TV Google Play Rakuten TV Amazonプライム・ビデオ ビデオマーケット バンダイチャンネル PlayStation Video クランクインビデオ |
| 2019年7月19日 - 10月4日 | 金曜 更新        | J:COMオンデマンド milplus イッツコムオンデマンド ビデオパス |
| 2019年7月20日 - 10月5日 | 土曜 更新        | ニコニコチャンネル |

### BD / DVD
| 巻 | 発売日         | 収録話         | 規格品番  | 規格品番  |
| 巻 | 発売日         | 収録話         | BD初回版  | DVD初回版 |
| -- | -------------- | -------------- | --------- | --------- |
| 1  | 2019年10月30日 | 第1話 - 第4話  | GNXA-7411 | GNBA-7991 |
| 2  | 2019年12月25日 | 第5話 - 第8話  | GNXA-7412 | GNBA-7992 |
| 3  | 2020年2月28日  | 第9話 - 第12話 | GNXA-7413 | GNBA-7993 |

### ラジオ
一方通行役の岡本信彦と打ち止め役の日高里菜によるインターネットラジオ番組『とあるラジオの一方通行』が、BD / DVDの第2巻・第3巻の特典CDに収録される。2019年7月13日には第0回が音泉にて限定配信された。

## コラボレーション
- 魔法使いと黒猫のウィズ
- クラッシュフィーバー